# 寄宿學校的茱麗葉
《寄宿學校的茱麗葉》為漫畫家金田陽介所作的日本少年漫畫，是以威廉·莎士比亞的戲劇作品《羅密歐與茱麗葉》為藍本改編的作品。由講談社出版的雜誌《別冊少年Magazine》2015年8月號至2017年7月號連載。之後移籍至《週刊少年Magazine》，並從2017年43號開始連載，2019年40号為最終話。由LIDENFILMS改编制作的同名电视动画全12话，于2018年10月5日至12月21日播出。2020年6月，累積銷量突破370萬部。

## 故事簡介
漫畫參考了莎士比亞所寫的戲劇作品《羅密歐與朱麗葉》，金田陽介將男女主角設置為各處水火不容陣營的領頭人物。
在連載《星天高校偶像部！》的期間，作者打算用這部漫畫來練手，作為漫長漫畫家生涯的開端。作者覺得他的作品是漂浮的，因而他正在練習繪製可愛的圖片。作為一種方法，他想從像這樣的作品中，寫下他認為可愛、注意、分析的場景，並使用從各個角度繪製的方法。後來他就修成正果，開始連載《寄宿學校的朱麗葉》。
東和國與威斯特公國是兩個水火不容的國家，而在兩個國家的學生都就讀的達利亞學園中也不例外。其中住在黑犬寮的東和國男學生犬塚露壬雄卻對威斯特公國所住的白貓寮一年級的領導者茱麗葉·佩西亞產生了戀情，兩人都知道這段愛情不會被允許，因此必須過著偷偷摸摸的戀愛生活。

## 登場角色

### 主要人物
犬塚露壬雄（聲：小野友樹、嶋村侑（童年））
本作男主角。生日4月28日。初登場時為達利亞學園高中部一年級生，現為二年級生。黑犬寮該年級的領導者。
為人真誠，但長相兇惡。身體素質強壯，但不擅讀書、游泳。成績方面在一番努力後曾拿過學年第五名的佳績。感情表現十分笨拙，一根筋的純情，夏爾公主認為這是他最大的優點。喜歡茱麗葉·佩西亞，從小開始就是對手。跟茱麗葉告白後與她秘密交往中，並送給對方一個代表兩人愛情的十字架。為了協助茱麗葉完成願望，不斷地讓自己變得更加強大，因此自願成為手李亞的雜務負責人，從而參加監督生的選舉，現已成為黑犬寮的監督生代表。
母親曾與茱麗葉的父親交往，但在被發現後被趕出達利亞學園。
在東和國篇，與茱麗葉在露壬雄家中住上了三天兩夜，兄長藍瑠提早完成工作回家，得知兩人交往的事。露壬雄為了與茱麗葉的關係和改變兄長扭曲的信念，提出決鬥，並在遍體麟傷的情況下獲勝，因此關係得到持續。後與兄長關係有輕微的改善。
在與茱麗葉交往一周年前一天，因遇溺而失去記憶。後在茱麗葉以“露壬雄式”表白下恢復記憶，與茱麗葉共同渡過一周年。在一周年紀念日起，以名字稱呼對方，成了“露壬雄與茱麗葉”。
在監督生選舉大會上為要保護茱麗葉又被玲音順勢公開與茱麗葉的情侶關係，但因為兩人一直幫助黑犬寮和白貓寮的學生，一點一滴的觸動人心，改變了學生們的想法，不單得到兄長藍瑠的認同，也得到黑犬寮和白貓寮的學生們支持，順利成為新一任監督生代表。
在修學旅行時因茱麗葉被其父親強行帶走而與黑犬寮和白貓寮的學生們一同前往其住所，與塔奇修決鬥期間因茱麗葉的幫助令其父親對戀情改觀，隨後受到夏爾的邀請前往其城堡與其跳第一支舞，並與茱麗葉等人見證著夏爾改變東和國和威斯特國的宣言後回到達利亞學園，一年後與茱麗葉等人畢業，決定回到東和國與哥哥藍瑠從政，並向茱麗葉送上戒指求婚，並約定當成為一個優秀的男人會去迎接茱麗葉。
最終話，犬塚與哥哥藍瑠一起成為了東和國的議員，並且和茱麗葉在達利亞學園舉辦婚禮（接吻吻到失去意識）。於單行本最終回的附錄2中，兩人一同在達利亞島上買下了房子，但因為彼此工作繁忙暫時只能在周末的時候見面。
茱麗葉·佩西亞（聲：茅野愛衣）
本作女主角。血型A型，生日7月1日。初登場時為達利亞學園高中部一年級生，現為二年級生。白貓寮該年級的領導者。
有着洋娃娃一样的外表和娇小身材，金髮藍瞳，氣質優雅，性格溫柔，但又文武双全，因此在白貓寮擁有很高聲望。但不擅長料理，偶爾會過於認真固執，有時不懂得變通，與露壬雄交往後慢慢受其影響而改變，甚至會為了見生病的露壬雄而主動變裝成「茱麗男」（Julio）和打扮成辣妹了解阿梅莉亞。威斯特公國貴族的獨生女，背負著貴族繼承人的壓力，努力提升自身能力，期望改變世界規則。
和犬塚露壬雄是從小到大的對手，小時候因為露壬雄的說話而為了讓他刮目相看而一直努力，亦因此喜歡上犬塚露壬雄，在接受對方的告白後经常在他面前露出娇羞的表情。與露壬雄秘密交往中。會透過裝扮成黑犬寮的男中學生，並化名「茱麗男」（Julio）進入黑犬寮與露壬雄見面，後成為賽貝爾的雜務負責人，現為白貓寮監督生代表。
父親曾與露壬雄的母親交往，而被趕出達利亞學園，找到露壬雄母親當年寫下的日記。
在東和國篇被犬塚母親和露壬雄兄長發現了與露壬雄的情侶關係。在與露壬雄交往一周年前一天，露壬雄因遇溺而失去記憶。後在在蓮季幫助下，以“露壬雄式”表白下使露壬雄恢復記憶，與露壬雄共同渡過一周年。在一周年紀念日起，以名字稱呼對方，成了“露壬雄與茱麗葉”。
在監督生選舉大會上被玲音公開與露壬雄的情侶關係，但因為兩人一直幫助黑犬寮和白貓寮的學生，一點一滴的觸動人心，改變了學生們的想法，不單得到露壬雄兄長藍瑠的認同，也得到黑犬寮和白貓寮的學生們支持，順利成為新一任監督生代表。
在修學旅行時被其父親強行帶走，在露壬雄與塔奇修決鬥期間幫助露壬雄令父親對戀情改觀，隨後受到夏爾的邀請前往其城堡，並與露壬雄等人見證著夏爾改變東和國和威斯特國的宣言後回到達利亞學園，一年後與露壬雄等人畢業，決定回到威斯特國守護家族，並接受了露壬雄的求婚。
最終話，茱麗葉成為了佩西亞家族的新任當家，同時也是威斯特國的第一位女性子爵，和露壬雄在達利亞學園舉辦婚禮。於單行本最終回的附錄2中，兩人一同在達利亞島上買下了房子，但因為彼此工作繁忙暫時只能在周末的時候見面。

### 黑犬寮
狛井蓮季（聲：佐倉綾音）
初登場時為達利亞學園高中部一年級生，現為二年級生。生日10月9日。黑犬寮的住宿生。曾為胡蝶的雜務負責人，現為監督生，露壬雄從小的好友，非常聰明，學年成績第二名，僅次於茱麗葉，只要一戴上眼鏡就換了一個人格似的。
喜歡露壬雄，是黑犬寮唯一知道露壬雄和茱麗葉在交往的人。蓮季的名字由來，來自犬類品種哈士奇（はすきー）發音。也與宿內的名叫與太郎的哈士奇犬關係要好。
在監督生選舉大會上與夏爾幫助被玲音公開情侶關係的露壬雄和茱麗葉，亦因為兩人一直幫助黑犬寮和白貓寮的學生，一點一滴的觸動人心，改變了學生們的想法，不單得到露壬雄兄長藍瑠的認同，也得到黑犬寮和白貓寮的學生們支持，其後與他們一同成為新一任監督生。
在修學旅行走失時被茱麗葉的母親拉格多爾幫助後受其邀請觀賞了音樂劇，因此產生了想成為演員的夢想。在茱麗葉被其父親強行帶走時與露壬雄及黑犬寮和白貓寮的學生們一同前往其住所，並說服了拉格多爾讓她放行，也請求塔奇修不要讓茱麗葉退學。隨後受到夏爾的邀請前往其城堡，並與露壬雄等人見證著夏爾改變東和國和威斯特國的宣言後回到達利亞學園。
最終話，成為了一名演員。
丸流千鶴（聲：杉田智和）
黑犬寮的住宿生，生日4月27日。初登場時為達利亞學園高中部一年級生，現為二年級生。丸流組帶領者，和黑犬寮領導人犬塚關係合不來，彼此仇視著對方，但是两人互相配合的时候幾乎是无人能敌。
以“卑鄙至上”、“只要能贏做什麼都無所謂”為信條，毫無疑問的邪道，但其實是個傲嬌。對於自己的身高有些自卑，曾認為打不過露壬雄是因為體格差異，但被比自己嬌小的茱麗男打敗，因此被吸引，喜歡茱麗男，希望成為對方的朋友，之後知道茱麗男就是茱麗葉·佩西亞之後受很大的打擊，但還是決定站在露壬雄與茱麗葉這邊，幫忙對抗玲音，也把監督生代表投票投給了露壬雄。亦因丸流的舉動令蓮季，夏爾和塞貝爾等人挺身而出支持露壬雄和茱麗葉。
在修學旅行中在茱麗葉被其父親強行帶走時與露壬雄及黑犬寮和白貓寮的學生們一同前往其住所幫助她。隨後受到夏爾的邀請前往其城堡，並與露壬雄等人見證著夏爾改變東和國和威斯特國的宣言後回到達利亞學園。
最終話，成為銀行職員並參加露壬雄和茱麗葉的婚禮，並阻止了想要在婚禮上惡作劇的斯科特。
土佐健斗（聲：細谷佳正）
黑犬公寓高等部二年級生。（117話升入三年級，118話畢業。）跟古羊一起偷襲佩爾西亞的時候，被露壬雄所阻止，心目中露壬雄的形象破滅。
在監督生選舉大會上露壬雄和茱麗葉被玲音公開情侶關係時認同丸流的說話而把投票投給了露壬雄。
在修學旅行中在茱麗葉被其父親強行帶走時與露壬雄及黑犬寮和白貓寮的學生們一同前往其住所幫助她。隨後受到夏爾的邀請前往其城堡，並與露壬雄等人見證著夏爾改變東和國和威斯特國的宣言後回到達利亞學園。
118.5話中（即畢業7年後）成為自衛隊一員。
古羊英悟（聲：下野紘）
以上兩人皆為黑犬寮的住宿生。初登場時為達利亞學園高中部一年級生，現為二年級生。丸流組成員，兩人皆關心丸流。
在監督生選舉大會上露壬雄和茱麗葉被玲音公開情侶關係時認同丸流的說話而把投票投給了露壬雄。
在修學旅行中在茱麗葉被其父親強行帶走時與露壬雄及黑犬寮和白貓寮的學生們一同前往其住所幫助她。隨後受到夏爾的邀請前往其城堡，並與露壬雄等人見證著夏爾改變東和國和威斯特國的宣言後回到達利亞學園。
最終話，成為了健身雜誌的攝影師並以成為攝影記者為目標而努力。
獅子靜香（聲：飯田里穗）
步米良仁愛（聲：本渡楓）
以上兩人皆為黑犬寮的住宿生。初登場時為達利亞學園高中部一年級生，現為二年級生。蓮季的朋友。知道蓮季對露壬雄的感情。
王胡蝶（聲：日高里菜）
黑犬寮的監督生，蓮季的指導者。初登場時為達利亞學園高中部二年級生，現為三年級生。王手李亞的雙胞胎姐姐。生日7月7日，是年齡僅14歲的跳級生。個性外向。精通藥學。
經常和妹妹到露壬雄的房間消閒，知道妹妹的感情並支持她，經常告訴露壬雄妹妹的事情讓妹妹感到很害羞。同時亦明白妹妹的問題，希望妹妹能夠獨自面對和解決事件。
在監督生選舉大會上露壬雄和茱麗葉被玲音公開情侶關係時認同露壬雄和茱麗葉的戀情而把投票投給了露壬雄。
最終話，成為藥劑師。
王手李亞（聲：小倉唯）
黑犬寮的監督生。初登場時為達利亞學園高中部二年級生，現為三年級生。胡蝶的雙胞胎妹妹。生日7月7日，年齡僅14歲的跳級生。個性內向。精通工學。雖然和姐姐同為監督生，但沒有姐姐情況下什麼都做不到被人認為不可靠，之後透過成為露壬雄的監督主人開始主動幫忙，開始時被露壬雄懷疑作為監督生的實力，不過在大臣參觀學園時得到大家的幫助成功完成該事件，得到露壬雄的稱讚。
喜歡露壬雄，但想以監督主人的身份支持露壬雄成為監督生代表，等到卸下監督生的工作時會重新面對露壬雄的感情。
在監督生選舉大會上露壬雄和茱麗葉被玲音公開情侶關係時認同露壬雄和茱麗葉的戀情而把投票投給了露壬雄。
最終話，成為機器工程師。
犬塚藍瑠（聲：小野大輔）
黑犬寮的監督生代表。初登場時為達利亞學園高中部二年級生，現為三年級生。露壬雄的哥哥。生日5月2日。對露壬雄的管教十分嚴格，在露壬雄許多事件中幕後處理事件。
在茱麗葉的生日事件中曾懷疑露壬雄和茱麗葉是情侶，不過在露壬雄和茱麗葉假戲真做的真刀對決中互相受傷後認為自己這次事件做得不當應該要盡早阻止而落幕。
在茱麗葉到露壬雄的家中正式發現他們的秘密，要求露壬雄和茱麗葉分手，隨後露壬雄得知藍瑠在十歲時，因為父親的遺言以及父親離世後分家的躁動，決定挺身保護母親、露壬雄與朱奈，但不知從幾何時，保護家人漸漸變成守護犬塚家的名聲。但在與露壬雄對決中被打敗後想起自己的初衷，雖然表示還未承認露壬雄和茱麗葉的關係，不過亦沒有在朱奈面前揭發茱麗葉一事並希望露壬雄能夠以行動證明自己對茱麗葉的感情，促使露壬雄參與監督生的選舉，成為黑犬寮的監督生代表。
在監督生選舉大會上露壬雄和茱麗葉被玲音公開情侶關係時，向露壬雄和茱麗葉表示他們兩人下定決心改變世界，即使走在荊棘的路上也一點一滴的觸動人心，改變了學生們的想法，因此亦認同兩人並把投票投給了露壬雄，表示兩人的努力有回報。
在監督生選舉大會後與凱特等前任監督生合作與露壬雄和茱麗葉等現任監督生進行比賽，讓他們理解團隊合作的重要性，比賽結束後向露壬雄表示如果在任時黑犬寮和白貓寮一開始就能合作或許就能創造更好的學園生活，並把這個想法託付給其。
最終話和弟弟一起成為了一名東和國的議員，並在露壬雄和茱麗葉的婚禮上被茱麗葉母親拉格多爾誤以為是露壬雄的父親。
狗神玲音
黑犬寮的住宿生，生日8月23日。初登場時為達利亞學園高中部一年級生，現為二年級生。
東和與威斯特的混血兒，威斯特貴族母親與東和父親私奔後，被玲音的外婆帶回威斯特，並且嫁給公爵，自此之後恨威斯特人，為了不要再有像自己這樣的孩子出現，曾為藍瑠的雜務負責人，在補選中成為黑犬的第三位監督生。
曾主張黑白分割，在選舉大會時迷暈所有師長，在大會上造成混亂，利用詭計阻止代表控制場面，並且公開露壬雄與茱麗葉的情侶關係，但因丸流倒戈而逆轉情勢，最後退出選舉，並且被禁出宿舍一個禮拜。在後來監督生補選會中，公開了自己是威斯特和東和混血兒的身分，並訴說了自己小時後的悲慘故事後向學生們真誠道歉而得到熱烈的掌聲和原諒，並成為最後一名監督生。
成績優秀的學生，但因為前述的家庭變故而缺席一半以上的學年，直到第三學期才復學。在威斯特的修學旅行中遇見自己的母親，得知其準備前往東和與自己和父親重聚。隨後受到夏爾的邀請前往其城堡，並與露壬雄等人見證著夏爾改變東和國和威斯特國的宣言後回到達利亞學園。
最終話，成為了一名達利亞學院的教師，並與家人一同搬到達利亞島上居住。
犬塚朱奈
黑犬公寓一年級生，黑犬公寓該屆級長之一。生日11月23日，犬塚家族分家的女兒。非常敬重犬塚露壬雄，稱呼犬塚露壬雄為“露壬雄大人”。同時也是犬塚露壬雄所稱為的“家族的守門犬”，一旦被她發現露壬雄和除自己之外的女性（包括狛井蓮季）接觸會發生暴走，和平時的樣子完全判若兩人。在新學期以插班生的身份入學達利亞學院，成為黑犬公寓高等部一年生。
得知露壬雄和朱麗葉的戀愛關係後，並沒有暴怒而是認為兩人的愛情並沒有過錯，有錯的是逼害兩人的世界，並表示就算全世界都責備兩人自己也會來支持及守護露壬雄和茱麗葉，也把監督生代表投票投給了露壬雄。不過新任監督生投票結束之後她和斯科特一樣女扮男裝變成“朱壬雄”，而且這個角色甚至有了自己的後援會。雖然並不像斯科特那樣直接瘋掉，但是理解能力完全搞錯。
117話中成為新一任級長。118.5話中（即畢業7年後）成為警察官。
狛井晃葵
黑犬寮的住宿生，達利亞學園高中部一年級新生領導人，蓮季的弟弟。姊控。
得知露壬雄和朱麗葉的戀愛關係後，亦表示支持露壬雄和茱麗葉。
118.5話中（即畢業7年後）為了成為神主修行著。
暴田悟里夫
黑犬公寓高等部二年级生。
與太郎（聲：小倉唯）
黑犬寮宿舍內飼養的小隻的哈士奇犬。
黑犬寮的舍監（聲：黑田崇矢）
講出的話都發音不對正，沒有任何人聽得懂，但是罵白貓寮的舍監時，發音卻很正常。

### 白貓寮
夏爾特琉·威士提亞（聲：嶋村侑）
白貓寮的住宿生。有飼養著一隻純白色的貓。生日11月7日，初登場時為達利亞學園高中部一年級生，現為二年級生，與茱麗葉一樣文武雙全，是威斯特公國的第一王女，同時也是一個抖S的公主，擁有「暴姬」之名。有一雙藏著暗器的靴子。
原本休學一年，之後在茱麗葉和露壬雄交往近一個月時復學，因為不想讓露壬雄靠近茱麗葉，而用他們暗中交往的秘密打壓並一直威胁着露壬雄，让他苦不堪言。是白貓寮唯一知道茱麗葉和露壬雄交往的人，而後因為茱麗葉的關係改變成默默支持著。
茱麗葉從小的好友。由於身為王族的緣故，周圍的人自小都迎合著她的任性，唯獨茱麗葉願意不計身分真誠的指正她，讓茱麗葉成為她第一個真心交流的朋友。喜歡茱麗葉，還偷偷收藏大量茱麗葉從小到大的照片，因自己私藏茱丽叶的照片被露壬雄发现，为此露壬雄和夏尔每次见面都跟一对欢喜冤家一样，後來認為對方是很可靠的人，也開始認可露壬雄。
在監督生選舉大會上與夏爾幫助被玲音公開情侶關係的露壬雄和茱麗葉，亦因為兩人一直幫助黑犬寮和白貓寮的學生，一點一滴的觸動人心，改變了學生們的想法，不單得到露壬雄兄長藍瑠的認同，也得到黑犬寮和白貓寮的學生們支持。
在修學旅行時邀請露壬雄與其跳第一支舞，因此讓東和國和威斯特國的國民大為驚訝，更向國民表示支持兩國的文化交流。隨後在逃離時內心表示很憧憬露壬雄向茱麗葉告白並誓言為其改變世界的決心，最後成全露壬雄和茱麗葉的感情，並為早於露壬雄改變世界一事高興。
118.5話中（即畢業7年後）為了繼承王位而繼續學習著。
斯科特·佛爾德（聲：神谷浩史、日高里菜（童年））
白貓寮的住宿生。生日6月18日。初登場時為達利亞學園高中部一年級生，現為二年級生。曾為雷克斯的雜務負責人。對茱麗葉十分敬愛。時常被夏爾公主奴役。
在監督生選舉大會上得知露壬雄和茱麗葉情侶關係而一度崩潰，但最終也認同要為了守護重要的人而投票給茱麗葉。隨後正式成為監督生，但是因為茱麗葉和露壬雄已經在交往的打擊，整個人都瘋掉了，甚至還男扮女裝變身成“斯科西亞”，恢復正常後自己竟然還不記得有這樣的事情。
在修學旅行中在茱麗葉被其父親強行帶走時與露壬雄及黑犬寮和白貓寮的學生們一同前往其住所幫助她。隨後受到夏爾的邀請前往其城堡，並與露壬雄等人見證著夏爾改變東和國和威斯特國的宣言後回到達利亞學園。
在畢業典禮時正要說出未來的志向時，被夏爾公主說了:「你要當我的狗」所打斷。在夏爾公主收到茱麗葉與露壬雄的喜帖時，已經成為夏爾公主的狗並且有專屬的狗屋(內部有床單及簡單家具)。
最終話，仍然想破壞露壬雄和茱麗葉的婚禮，但被丸流阻止。
阿比·西尼亞（聲：立花慎之介）
白貓寮的住宿生。初登場時為達利亞學園高中部一年級生，現為二年級生。曾為凱特的雜務負責人，現任監督生。與索瑪里是親密夥伴，和佩爾西亞在白貓派系裡是競爭關係。
由於出身勞工階層，對於出人頭地有著極高的執著，為此甚至不擇手段。為了在與佩爾西亞的派系鬥爭裡勝出，在體育季上指使索瑪里暗中弄傷佩爾西亞，使其在比賽中因傷落敗而失去顏面。又為了戰勝黑犬立下功績，在最後的比賽上對黑犬學生下藥。最後不只被露壬雄擊敗，所有陰謀也被敗露，聲勢一下掉落谷底。
其後得知索瑪里真正的想法後而接納了其，與其在選美比賽一同跳舞並獲得達利亞先生的稱號和挽回了自己的聲勢。
在監督生選舉大會上得知露壬雄和茱麗葉的情侶關係後，認為自己欠了露壬雄的人情所以並沒有阻止索瑪里投票給茱麗葉成為監督生代表。
在修學旅行中在茱麗葉被其父親強行帶走時與露壬雄及黑犬寮和白貓寮的學生們一同前往其住所幫助她。隨後受到夏爾的邀請前往其城堡，並與露壬雄等人見證著夏爾改變東和國和威斯特國的宣言後回到達利亞學園。
118.5話中（即畢業7年後）作為革命家進行活動，與索瑪莉結婚生下二女。
索瑪里·朗海爾德（聲：喜多村英梨）
白貓寮的住宿生。初登場時為達利亞學園高中部一年級生，現為二年級生。自稱是阿比的女朋友，十分聽阿比的話。力氣可以與露壬雄相提並論，曾經與斯科特競爭雷克斯的雜務負責人。
在選美比賽前夕得到茱麗葉和喬裝的露壬雄幫助下學習舞蹈，並在比賽中與阿比和好。
在監督生選舉大會上露壬雄和茱麗葉和情侶關係被玲音公開時，因為早在選美比賽時就知道露壬雄和茱麗葉的關係，但當時兩人仍然無條件幫助自己和阿比和好而感激他們，並投票給茱麗葉成為監督生代表。
在修學旅行中在茱麗葉被其父親強行帶走時與露壬雄及黑犬寮和白貓寮的學生們一同前往其住所幫助她。隨後受到夏爾的邀請前往其城堡，並與露壬雄等人見證著夏爾改變東和國和威斯特國的宣言後回到達利亞學園。
118.5話中（即畢業7年後）成為綽號星星女的職業摔跤手，與阿比結婚生下二女。
凱特·西（聲：興津和幸）
白貓寮的監督生代表，達利亞學園高中部三年級男學生，雖是貴族出身卻選了勞動階級出身的阿比做為雜務負責人。總是顯得超然於世，舉手投足間充滿了自信和遊刃有餘，但卻常常做出低級的舉動。對賽貝爾有友情以上的情感。
在監督生選舉大會上因賽貝爾被攻擊受傷而憤怒暴走，與前來阻止的藍瑠打在一起。
在監督生選舉大會後受到藍瑠拜託而和前任監督生合作與露壬雄和茱麗葉等現任監督生進行比賽，比賽期間亦因與從小就討厭的藍瑠進行最後的合作而高興。
118.5話中（即畢業7年後）成為兒科醫生，與賽貝爾一起工作，一同參加婚禮。番外中提到與賽貝爾是情侶。於單行本最終回的附錄1 中，得知賽貝爾拒絕求婚的原因為，必須是正式的求婚否則不答應。
安·塞貝爾（聲：上坂堇）
白貓寮的監督生。生日2月4日。初登場時為達利亞學園高中部二年級生，現為三年級生。茱麗葉的指導者。性格認真、紀律至上，重視校內、寮內的紀律勝過其他任何事，但是實際上非常喜歡可愛的東西，曾被露壬雄看見穿著小熊內褲，覺得胡蝶姊妹很萌。對凱特非常毒舌，常常叫凱特去死。
在學園祭時因為露壬雄擔任副委員長時態度不認真而一度辭退其職位，隨後露壬雄認真工作並令黑犬寮和白貓寮的學生們一同完成擺設後向露壬雄表示不論是黑犬寮和白貓寮，只要拼命認真她都喜歡，並恢復了露壬雄擔任副委員長的職位。
在監督生選舉大會上因玲音的計謀受傷，導致凱特憤怒暴走，隨後認為學園祭時露壬雄讓黑犬寮和白貓寮彼此競爭成就同一件事也讓她非常開心，認為露壬雄和茱麗葉非常誠懇和認真，因此認同兩人的情侶關係，不單投票給茱麗葉成為監督生代表，亦表示如果有任何規律容不下兩人，她會破除這個規律。
最終話，成為護士，與凱特一起工作，一同參加婚禮。番外中提到與凱特是情侶。於單行本最終回的附錄1 中，拒絕了凱特的求婚，原因是如果不是正式的求婚就不會接受。
傑尼·雷克斯（聲：星野貴紀）
白貓寮的監督生。初登場時為達利亞學園高中部二年級生，現為三年級生。斯科特的指導者。性格光明正大、質樸剛健，追求可愛與狂野並存的女裝男子漢，曾敗在丸流的傲嬌屬性下，要求斯科特和自己打扮得一樣。
在監督生選舉大會上得知露壬雄和茱麗葉和情侶關係，但認同他們而投票給茱麗葉成為監督生代表。
118.5話中（即畢業7年後），設計的狂野風lolita風靡一時。
阿梅莉亞·卡爾
白貓公寓一年級生，黑犬公寓該屆級長之一。
辣妹性格，並不喜歡學校穿著樣式的正式打扮。母親是白貓寮的舍監。
和茱麗葉性格不合，不過後來因為茱麗葉的真心善待而與其關係好轉，並稱其為「茱麗」，也因此在監督生選舉大會上得知露壬雄和茱麗葉的情侶關係時認同他們，投票給茱麗葉成為監督生。
117話中成為新一任級長。118.5話中（即畢業7年後）成為模特兒。
阿妮·卡爾（聲：木村亞希子）
白貓寮的舍監，和黑犬寮的舍監總是一起出場，負責吐槽對方講話都發音不對正，是阿梅莉亞的母親。

### 其他人物
犬塚千和
犬塚露壬雄的母親，犬塚家的現任當家。小孩子性格，有點天然呆，有見什麼人都得撲上去的習慣。原名小戌千和，曾就讀達利亞學院黑犬公寓，和白貓公寓的塔奇修·佩西亞一起戀愛過，茱麗葉偶然看到兩人的交換日記便得知真相。但因為秘密暴露最終二人分手並且被驅逐學院，不過她覺得一切都無所謂，所以並沒有對和談戀愛的事情后悔過反而覺得非常開心。
在露壬雄與茱麗葉的婚禮中與塔奇修重逢，認為彼此的孩子都出色地成長，並與拉格多爾成為好友。
拉格多爾·佩西亞
茱麗葉·佩西亞的母親，佩西亞貴族的夫人，威斯特國著名的女演員。原本的姓氏不詳，和塔奇修結婚後改為佩西亞姓氏，和女兒一樣都是超級美人，個性傲嬌，是個女兒控。達利亞學院的白貓公寓畢業生，也知道其丈夫（塔奇修·佩西亞）和小戌千和（犬塚露壬雄的母親）在學校秘密戀愛的事情。已經知道茱麗葉和露壬雄的戀愛關係。不過從她的言行來看，似乎並不是多麼反對他們倆。在學園祭時大罵露壬雄對其女兒在運動會上的所作所為（比如犬塚不小心了摸了茱麗葉的胸部）。
在露壬雄和茱麗葉等人的修學旅行中與走失的蓮季相遇，並引導其產生了想成為演員的夢想。在茱麗葉被塔奇修帶回家中時向茱麗葉解釋了塔奇修被驅逐學院後的事情，隨後露壬雄和蓮季等人營救茱麗葉時被他們說服而放行他們並在茱麗葉於決鬥中打敗了塔奇修後表示父母應該對女兒的努力給予鼓勵而支持露壬雄和茱麗葉，隨後與露壬雄等人見證著夏爾改變東和國和威斯特國的宣言後讓茱麗葉回到達利亞學園。
最終話時與犬塚一家關係已經很不錯，與千和成為好友，但也誤以為藍瑠是露壬雄的父親。
塔奇修·佩西亞（聲：竹本英史）
茱麗葉·佩西亞的父親，拉格多爾·佩西亞的丈夫，佩西亞貴族的現任當家。109話末尾正式出場，年輕的時候就讀達利亞學院的白貓公寓，因為和黑犬公寓的小戌千和（犬塚露壬雄的母親）的秘密戀愛關係暴露而最終二人分手並且被驅逐學院。這讓他心裡產生了罪惡感，怪自己妄想把這種所謂的“無聊夢想”實現起來，直到塔奇修得知茱麗葉早就去過東和國也得知了千和對於那次交往的感想，這才讓他慢慢改變了自己的想法。高冷、三無男神，對女兒非常冷淡，一度導致茱麗葉性格的改變。
在修學旅行時與露壬雄和茱麗葉決鬥，透過茱麗葉得知千和的想法後對戀情改觀並接受了犬塚露壬雄，在前往夏爾的城堡被反對人士阻塞時也出面幫助茱葉麗等人，隨後與露壬雄等人見證著夏爾改變東和國和威斯特國的宣言後讓茱麗葉回到達利亞學園。在露壬雄與茱麗葉的婚禮中與千和重逢，認同千和所言彼此的孩子都出色地成長，隨後牽著茱麗葉走向露壬雄的時候狠狠的瞪了露壬雄。
狗神芭米
狗神玲音的母親，原名是芭米·尤羅比亞（バーミー・ヨーロピア），為威斯特公國尤羅比亞家族之女。因為和東和人（玲音的父親）結婚讓家族的人非常憤怒，並直接就把她帶走導致這一家五口很長時間沒有團聚過，甚至已經有被處決的危險，不過她為了自己的孩子和丈夫一直沒有死心，雖然長期被禁閉卻已經練出了一身逃跑的本領。並表示“自己被抓多少次她就逃跑多少次”，不斷地打工等到足夠的時候就去東和國看望自己的孩子。108話終於和玲音相見，犬塚曾表示如果玲音母親去了東和國那麼他會用自己家族的能力來全力保護她。
第118.5話中得知玲音畢業後與其和家人們一同在搬到達利亞島上生活。
威士提亞女王
夏爾托琉·威士提亞的母親，威斯特公國的女王。雖然和東和國簽訂了和平條約但她其實也是一個拘泥於以前歷史的保守派，在社交舞會上她萬萬沒有想到自己的女兒會邀請黑犬公寓的學生參加並與犬塚露壬雄一起共舞，甚至還說出了兩國真正和平這樣的震驚發言，但作為女王她卻對自己的女兒毫無辦法。
茱麗男（聲：茅野愛衣）
茱麗葉·佩西亞的女扮男裝，為了可以和犬塚露壬雄在公共場合約會便變裝，不過其出眾的清秀美貌在黑犬公寓攢下了不少的人氣。第一次突然登場的時候和露壬雄一起約會，讓蓮季一度認為露壬雄有類似於同性戀的傾向，但也因此結交了不少黑犬寮的朋友和了解到他們的生活。第86話中真實身份被玲音曝光，但因為丸流的支持而受到其他黑犬寮的學生聲援。其後茱麗葉曾以茱麗男的身分參加了男裝比賽。

## 出版書籍

### 單行本
| 冊數 | 講談社         | 講談社                                                            | 東立出版社     | 東立出版社             |
| 冊數 | 發售日期       | ISBN                                                              | 發售日期       | ISBN                   |
| ---- | -------------- | ----------------------------------------------------------------- | -------------- | ---------------------- |
| 1    | 2015年11月9日  | ISBN 978-4-06-395526-2                                            | 2016年8月15日  | ISBN 978-986-470-657-0 |
| 2    | 2015年11月9日  | ISBN 978-4-06-395641-2                                            | 2017年4月11日  | ISBN 978-986-470-658-7 |
| 3    | 2016年9月9日   | ISBN 978-4-06-395751-8                                            | 2018年8月16日  | ISBN 978-986-482-008-5 |
| 4    | 2017年2月9日   | ISBN 978-4-06-395862-1                                            | 2018年11月26日 | ISBN 978-986-482-813-5 |
| 5    | 2017年8月9日   | ISBN 978-4-06-510101-8（通常版） ISBN 978-4-06-510224-4（限定版） | 2019年1月4日   | ISBN 978-986-486-969-5 |
| 6    | 2017年12月15日 | ISBN 978-4-06-510545-0                                            | 2019年2月14日  | ISBN 978-957-26-0678-0 |
| 7    | 2018年3月16日  | ISBN 978-4-06-511071-3                                            | 2019年4月1日   | ISBN 978-957-26-1540-9 |
| 8    | 2018年6月15日  | ISBN 978-4-06-511613-5                                            | 2019年6月17日  | ISBN 978-957-26-1541-6 |
| 9    | 2018年9月14日  | ISBN 978-4-06-512604-2（通常版） ISBN 978-4-06-513071-1（限定版） | 2019年7月15日  | ISBN 978-957-26-2119-6 |
| 10   | 2018年10月17日 | ISBN 978-4-06-512995-1                                            | 2019年8月15日  | ISBN 978-957-26-2120-2 |
| 11   | 2018年12月17日 | ISBN 978-4-06-513488-7（通常版） ISBN 978-4-06-514689-7（限定版） | 2019年11月7日  | ISBN 978-957-26-2574-3 |
| 12   | 2019年2月15日  | ISBN 978-4-06-514128-1                                            | 2020年1月16日  | ISBN 978-957-26-2975-8 |
| 13   | 2019年5月17日  | ISBN 978-4-06-514886-0                                            | 2020年3月15日  | ISBN 978-957-26-3458-5 |
| 14   | 2019年7月17日  | ISBN 978-4-06-515311-6                                            | 2020年4月17日  | ISBN 978-957-26-4189-7 |
| 15   | 2019年9月17日  | ISBN 978-4-06-516450-1                                            | 2020年6月1日   | ISBN 978-957-264-190-3 |
| 16   | 2019年11月15日 | ISBN 978-4-06-517359-6（通常版） ISBN 978-4-06-517632-0（限定版） | 2020年9月17日  | ISBN 978-957-264-527-7 |

### 小說版
| 冊數 | 講談社       | 講談社                 |
| 冊數 | 發售日期     | ISBN                   |
| ---- | ------------ | ---------------------- |
| 全   | 2017年2月9日 | ISBN 978-4-06-393157-0 |

## 電視動畫
2018年3月14日發表改編電視動畫的消息。同年5月25日宣布於10月播出。
電視動畫全12話。日本地區於2018年10月5日至12月21日25時25分（UTC+9）於TBS電視台（Animeism B1時段）首播，之後亦在每日放送、BS-TBS、AT-X等電視台播出。中國大陸由愛奇藝於凌晨2時30分（UTC+8）同步更新一集。收錄全12話內容的4卷藍光光碟於2018年12月至2019年3月發售。

### 製作人員
- 原作：金田陽介[23]
- 導演：宅野誠起[23]
- 系列構成、劇本：吉岡孝夫[23]
- 角色設計：森本由布希[23]
- 美術監督：齋藤幸洋[23]
- 色彩設計：野地弘納[23]
- 攝影監督：田村仁[23]
- 剪輯：吉武將人[23]
- 音響監督：鶴岡陽太[23]
- 音樂：橫山克[23]
- 動畫製作：LIDENFILMS[23]
- 製作：寄宿學校的茱麗葉製作委員會[23]

### 主題曲
片頭曲Love with You
作詞、作曲、編曲：八木沼悟志，主唱：fripSide
片尾曲
作詞、作曲：佐高陵平，編曲：園田健太郎，主唱：飯田里穗
插入曲Hush, Little Baby（第7話）
編曲：橫山克，主唱：茱麗葉·佩爾西亞（茅野愛衣）

### 各話列表
| 話數 | 標題                      | 分鏡       | 演出                         | 作畫監督                                                                 | 總作畫監督             | 首播日期       |
| ---- | ------------------------- | ---------- | ---------------------------- | ------------------------------------------------------------------------ | ---------------------- | -------------- |
| #1   | 犬塚露壬雄和茱麗葉·佩西亞 | 宅野誠起   | 臼井文明                     | 西田美彌子、佐賀野櫻子、浦島美紀                                         | 森本由布希             | 2018年 10月6日 |
| #2   | 十字架與茱麗葉            | 高田美里   | 高田美里                     | 富谷美香、石崎裕子、小倉典子                                             | 森本由布希、松岡謙治   | 10月13日       |
| #3   | 露壬雄與夏爾公主          | 伊東優一   | 宮田亮                       | 木上炯仁、青鉢芳信、飯野皓                                               | 森本由布希、出野喜則   | 10月20日       |
| #4   | 露壬雄與蓮季              | 井出安軌   | 伊部勇志                     | 佐賀野櫻子、鈴木春香、鈴木奈都子                                         | 森本由布希、西田美彌子 | 10月27日       |
| #5   | 露壬雄與體育祭            | 石井久志   | 宮田亮                       | 山崎唯文、丸英男、青鉢芳信、飯野皓                                       | 森本由布希、松岡謙治   | 11月3日        |
| #6   | 茱麗葉與體育祭            | 臼井文明   | 臼井文明                     | 小倉典子、富谷美香、林志保                                               | 森本由布希、出野喜則   | 11月10日       |
| #7   | 露壬雄與茱麗葉與體育祭    | 井出安軌   | 高田美里                     | 佐賀野櫻子、石崎裕子、山田佳奈莉                                         | 森本由布希             | 11月17日       |
| #8   | 露壬雄與監督生            | 石鄉岡範和 | 石鄉岡範和                   | 浦島美紀、鈴木春香、鈴木奈都子                                           | 森本由布希、西田美彌子 | 11月24日       |
| #9   | 露壬雄與夏爾與禮物        | 石井久志   | 村田尚樹                     | 森悅史、山崎浩平、中山和子、粟井重記、岡昭彥                             | 森本由布希、出野喜則   | 12月1日        |
| #10  | 露壬雄與藍瑠              | 山下英美   | 伊部勇志                     | 小倉典子、富谷美香、石崎裕子                                             | 森本由布希、松岡謙治   | 12月8日        |
| #11  | 露壬雄與茱麗葉與生日      | 岩崎良明   | 門田英彥                     | 金澤龍、權容祥                                                           | 森本由布希、西田美彌子 | 12月15日       |
| #12  | 露壬雄與茱麗葉            | 井出安軌   | 宅野誠起、臼井文明、高田美里 | 高木有詩、鈴木春香、石崎裕子、山田佳奈莉、富古美香、出野喜則、佐賀野櫻子 | 森本由布希             | 12月22日       |

### BD
| 卷數 | 發售日期       | 收錄話數       | 規格編號  |
| ---- | -------------- | -------------- | --------- |
| 1    | 2018年12月22日 | 第1話－第3話   | GNXA-2171 |
| 2    | 2019年1月25日  | 第4話－第6話   | GNXA-2172 |
| 3    | 2019年2月22日  | 第7話－第9話   | GNXA-2173 |
| 4    | 2019年3月20日  | 第10話－第12話 | GNXA-2174 |

## 外部連結
- マガメガ 寄宿學校的茱麗葉 （页面存档备份，存于）（日語）
- 電視動畫《寄宿学校的茱麗葉》官方網站 （页面存档备份，存于）（日語）
- 電視動畫《寄宿学校的茱麗葉》官方的X（前Twitter）（日語）